# Hugh McCulloch
Hugh McCulloch (født 7. december 1808 i Kennebunk, Maine, død 24. maj 1895 i Prince George's County, Maryland) var en amerikansk advokat og republikansk politiker kendt som landets 27. finansminister under præsidenterne Abraham Lincoln og Andrew Johnson i perioden mellem 9. marts 1865 til 3. marts 1869 og som landets 36. finansminister under præsidenten Chester A. Arthur i perioden mellem 31. oktober 1884 til 7. marts 1885.
McCulloch aflagde sin grundeksamen ved Bowdoin College og studerede derefter retsvidenskab. I 1833 indledede han sin karriere som advokat i Fort Wayne i Indiana. Han blev udnævnt til finansminister i 1865 af Abraham Lincoln, men hans periode under præsidenten varede kun cirka en måned, før præsidenten blev myrdet. Han nød fortsat tillid hos efterfølgeren Andrew Johnson og fik en udfordrende tid på grund af høj inflation efter den amerikanske borgerkrig. Som et værktøj til at afhjælpe dette foreslog han en tilbagevending til guldstandarden. Hans kamp mod sedler i rekonstruktionsperioden efter borgerkrigen var for øvrigt upopulær.
McCulloch førte en politik, som sigtede på at mindske krigsgælden og forsigtigt genindføre de føderale skatter i Sydstaterne. I 1880-tallet handlede debatten om, hvilken valutastandard man skulle følge i USA samt valget mellem sølvstandard og guldstandard. I dette spørgsmål var McCulloch klar til at satse på guldstandarden, samtidig med at han ville af med sølvstandarden som valutastandard. McCulloch døde i sit hjem i Prince George's County i Maryland og blev siden begravet på Rock Creek Cemetery i Washington, D.C.